# Вулиця Академіка Книшова
Ву́лиця Акаде́міка Книшо́ва — вулиця в Голосіївському районі міста Києва, місцевість Голосіїв. Пролягає від Сумської вулиці до Васильківської площі.
Прилучаються вулиці Козацька, Братів Чучупаків, Теслярська та Михайла Максимовича.

## Історія
Виникла 1953 року під назвою Амурська вулиця внаслідок з'єднання частини Козацької вулиці (на відрізку між її прилученням до вулиці Академіка Книшова та Васильківською площею) з 770-ю Новою вулицею.
Сучасна назва на честь українського кардіохірурга Геннадія Книшова — з 2021 року.

## Установи та заклади
- Київський завод гумових і латексних виробів (буд. № 6)
- Управління по реконструкції та будівництву Києва (буд. № 4)